# Сэндс, Бобби
Ро́берт Дже́ральд Сэндс (Бобби Сэндс, англ. Robert Gerard Sands (Bobby Sands), ирл. Roibeárd Gearóid Ó Seachnasaigh, 9 марта 1954 — 5 мая 1981) — ирландский активист, член Временной Ирландской республиканской армии и депутат Парламента Великобритании, зачинщик Ирландской голодовки 1981 года, в ходе неё умерший.

## Биография
Роберт Джерард Сэндс родился в католической семье в Ньютаунабби, и жил там до 1960 года, пока семья не переехала в Раткул. В июне 1972 года Сэндсам пришлось переехать ещё раз, из-за ольстерских лоялистов. У него есть сестра Бернадетт, также известная политическая деятельница и активистка.
Бобби женился на Джеральдин Ноад (Geraldine Noade); 8 мая 1973 года у них родился сын Джерард.
Сам Бобби вступил в ИРА в 1972 году. В октябре того же года он был арестован — в его доме полиция нашла 4 пистолета, и Бобби был приговорён к 5 годам лишения свободы. Выйдя из тюрьмы в 1976 году, он продолжил своё участие в ИРА; был заподозрен в участии во взрывах на Balmoral Furniture Company, но судья не нашёл доказательств его участия. После он был замешан в перестрелке, с места которой ему не удалось сбежать; в рамках судебного процесса 1977 года его приговорили к 14 годам заключения в тюрьме Мэйз. Адвокат Сэндса Пэт Финукейн, также участвовавший в защите других ирландских республиканцев, позже был убит лоялистами.
В эти годы был отменён Special Category Status, что приравняло заключённых членов ИРА к обычным преступникам; это вызвало ряд голодовок, а также «одеяльный протест» и «грязный протест»; Сэндс принял в них участие. Находясь в тюрьме, он писал статьи и стихи (Skylark Sing Your Lonely Song, One Day in My Life).
1 марта Сэндс начал «ирландскую голодовку», к которой потом присоединились другие заключённые. Голодающие выдвигали 5 требований:
1. право не носить тюремную форму;
2. право не делать тюремную работу;
3. право на свободу связи с другими заключёнными, а также на организацию образовательных и развлекательных мероприятий;
4. право на один визит, одно письмо и одну посылку каждую неделю;
5. полное право на помилование (full restoration of remission lost through the protest)[21].

В апреле 1981 года от сердечного приступа умер Фрэнк Магуайр, член Парламента от партии ирландских республиканцев района Фермана и Южный Тирон. Была развёрнута выборная кампания, по результатам которой 9 апреля 1981 года Бобби Сэндс, получив 30 493 голоса, стал самым молодым членом Парламента. После избрания Сэндса Парламент Великобритании принял акт, запрещающий баллотироваться людям, отбывающим срок заключения более года.
Через 66 дней после начала голодовки Сэндс умер в госпитале тюрьмы от истощения. Известие о его смерти вызвало волнения, два человека погибли в ходе погромов националистов на севере Белфаста. На похороны Сэндса пришло более 100 000 человек.
По миру, в том числе в Европе и странах вроде США, где активны ирландские диаспоры, прокатились демонстрации солидарности: 5 тысяч миланских студентов сожгли британский флаг и скандировали «Свободу Ольстеру», в Париже тысячи маршировали в колонне с портретом Сэндса во главе, в Генте было совершено нападение на британское консульство, в Осло демонстрант попытался бросить томатом в королеву Елизавету II. Президент Ирана Абольхасан Банисадр отправил официальные соболезнования семье Сэндса. Минутой молчания погибшего почтила парламентская оппозиция в Португалии и Индии (газета Hindustan Times сообщала, что Маргарет Тэтчер позволила своему коллеге-члену парламента умереть от голода, чего никогда ранее не случалось «в цивилизованной стране»).

## Память
О ходе голодовки Сэндса в 2008 году был снят фильм «Голод», представленный впервые на Каннском кинофестивале.